# 히타라 할라
히타라 할라(喜塔臘氏, ᡥᡳᡨ᠋ᠠᡵᠠ
ᡥᠠᠯᠠ Hitara hala)는 만주족의 성씨 중 하나로 민간 판본 만족팔대성(滿族八大姓) 중 하나이다. 이전에는 해탄씨(奚灘氏)로 표기하였다. 시조는 앙과도리파안(昂果都理巴顏)으로, 대략 명(明) 중기 사람이다. 명말청초 시기, 히타라씨는 니야만산(尼雅滿山), 피요(蜚悠), 백두산(만주어 골민 샹기얀 알린長白山), 동고(董鄂) 등지에 분포하였으며, 후금(後金)이 번성하였을 즈음에 귀순하였다. 청태조(淸太祖) 누르하치(Nurhaci, 努爾哈赤)의 생모 선황후(宣皇后) 어머치(Emeci, 額穆齊)가 히타라씨 출신이기에, 청대에는 '구씨자손(舅氏子孫)', '노낭가(老娘家)' 등의 칭호로 불렸다. 군기대신(軍機大臣) 라이보오(Laiboo, 來保), 도광제(道光帝)의 모친 효숙예황후(孝淑睿皇后) 등도 히타라씨 출신이며, 효숙예황후의 부친이자 삼등승은공(三等承恩公) 홀깅어(和爾經額) 일파가 가장 번창하였다. 청조가 복릉(福陵)에 있을 때에 이 땅을 유수(留守)하기 위하여 입관(入關, 후금 군대가 산해관으로 들어가 북경으로 가는 것)하지 않은 앙과도리파안(昂果都理巴顏)의 장남 도리금(都里金)의 4세손의 후예가 전결(專缺)을 설치하여, 동순(東巡) 시에 단독으로 조견하고 포상 하사를 하는 등의 대우가 있었다. 중화민국(中華民國) 이후, 각 지파는 주로 조(趙), 도(圖), 축(祝), 문(文), 제(齊), 손(孫), 희(希), 해(奚), 희(喜), 선(線), 기(祁), 유(劉) 등의 한성(漢姓)으로 바꿨다.

## 청대 주요 세가

### 앙과도리파안 가문
히타라씨 시조 앙과도리파안(昂果都理巴颜)은 대대로 니야마산(尼雅滿山)에 거주하였으며, 도리금(都里金), 나기포(那奇布), 무특가(武特嘉), 희특고(喜特庫), 살벽도(薩璧圖), 은도리(恩都理), 엽성액(葉成額) 일곱 아들이 있었다. 도리금의 증손은 아고도독(阿古都督)으로 누르하치 생모 선황후(宣皇后)의 부친이다. 정백기(正白旗) 고리(庫理)는 아고도독의 당제(堂弟)의 손자이다. 그는 호부시랑(戶部侍郞)을 역임하였고, 초무에 능하여 기도위(騎都尉)에 제수되었으며, 입관(入關) 시에는 일운기위(一雲騎尉)가 가해졌다. 고적(考績)과 은조(恩詔)로 일등경거도위겸일운기위(一等輕車都尉兼一雲騎尉)에 가해졌고, 조카 아주(阿柱)가 습직할 때에는 노력한 것이 없어 습직이 중지되었다. 고리의 당제 쇼다이(碩岱)는 부도통(副都統)•의정대신(議政大臣)에 임명되었고, 산동(山東), 운남(雲南), 귀주(貴州), 어루트갈단(厄魯特噶尔丹)에서 공적을 쌓았으며, 삼등경거도위(三等輕車都尉) 세직(世職)을 특은으로 제수받았고, 내대신(內大臣) 관직까지 이르렀다. 양황기(鑲黃旗) 인다훈(殷達渾)이 살벽도(薩璧圖)의 후예이며, 전봉교(前锋校)에 임명되어 운남 등지로 원정을 따라가면서 공적을 세워 운기위에 네수되었으며, 후에 호광(湖廣) 정벌 시레 암산령(岩山嶺)에서 전사하였고, 기도위(騎都尉) 세직을 하사받았다. 대대로 백두산에 살았던 정백기(正白旗) 보오이(包衣) 아타(阿塔) 역시 살벽도의 후손으로, 원손 라이보오(來保)는 형부상서겸내무부총관(刑部尙書兼內務府總管)을 역임하였다. 효숙예황후(孝淑睿皇后), 성경장군(盛京將軍) 경유(慶裕), 군기대신(軍機大臣) 유록(裕祿), 동각대학사(東閣大學士) 유덕(裕德), 양광총독(兩廣總督) 유관(裕寬) 등은 모두 이 지파의 후예이다. 양람기(鑲藍旗) 부르하이(布爾海)는 엽성액(葉成額)의 후예이다. 원손 무호룬(穆和倫)은 호부상서(戶部尙書)에 임명되어 마이주(邁柱)는 관이 무영전대학사겸이부상서(武英殿大學士兼吏部尙書)에 이르렀다. 이외에도 앙과도리파안 6세손 한추하(漢楚哈)는 효기교(驍騎校)에 임명되어 운남 정벌에 참여하여 공을 세웠고, 기도위 세직을 제수받았다. 해수(海綬)는 호군교(護軍校)에 임명되어 준가르(準噶爾) 정벌에 참여했다가 전사하였고, 운기위 세직에 추증되었다. 삭차(薩克察)는 산동 정벌에서 수광현(壽光縣)을 운제로 공격하였을 때에 먼저 성에 올라 바투루(巴圖魯) 호가 증여되었고, 기도위에 제수되었으며, 산해관 입관 후 농민군을 격파한 공으로 일운기위 세직이 가해졌닼 7세손 우하이(吳海)는 호군교(護軍校)에 임명되어 준가르 원정 종군 중에 전사하였으며 운기위 세직에 임명되었다.

### 기타
문헌에는 기입되지 않은 앙과도리파안 후예 히타라씨 세가가 많다. 양람기 아이수(艾蘇)는 원적 미상으로 호군교에 임명되어 삼번의 난(三藩之亂) 동안에 차하르와 운남 원정에 나서 공을 세우고, 기도위겸일운기위(騎都尉兼一雲騎尉) 세직을 제수받았다. 양황기 아이투카(愛圖喀)는 대대로 와르카(瓦爾喀) 피요(蜚悠)에 살았고, 손자 무천(穆臣)은 위서호군교(委署護軍校)에 임명되었으며, 삼번의 난 동안에는 호광과 운남을 돌아다니며 공을 세웠고 운기위 세직을 제수받았다. 정백기 투야치(圖雅齊)는 백두산에 세거하였고 손자 부스타이(布思泰)는 방어(防御)에 임명되어 절강(浙江) 원정 종군 중 주신(舟山)에서 전사, 운기위 세직에 추증되었다. 양백기 욜로(岳羅)는 동고(董鄂)에 세거하였고, 손자 알순(阿爾蓀)은 팔품관(八品官)에 임명되어 강서(江西), 호광(湖廣), 광동(廣東) 원정에 나서다 모봉산(茅峰山)에서 전사, 운기위 세직에 추증되었다.

## 같이 보기
- 만주족의 성씨